# Touch-and-go
Touch-and-go – w lotnictwie lądowanie z dotknięciem kołami samolotu ziemi i ponowny start przed całkowitym zatrzymaniem. 
Jest to jeden z podstawowych manewrów podczas nauki latania samolotem, który polega na lądowaniu na pasie startowym i ponownym starcie bez zatrzymania.
Jeśli pilot zatrzyma samolot przed ponownym startem, jest to znane jako „stop-and-go”. Jeśli koła samolotu nie dotykają ziemi, jest to znane jako „low pass”. Zarówno lądowanie typu „touch-and-go”, jak i „low pass” są rodzajami odejścia na drugi krąg. Nieplanowane lądowanie z przyziemieniem jest również nazywane „lądowaniem odrzuconym” lub „lądowaniem z błędem”. Lądowanie z przyziemieniem może odgrywać kluczową rolę dla bezpieczeństwa, gdy samolot ląduje z niewystarczającą ilością miejsca, aby całkowicie się zatrzymać, ale ma wystarczająco dużo miejsca, aby przyspieszyć i ponownie wystartować.

## Technika manewru
Przeprowadzenie manewru „touch-and-go” wymaga skupienia i precyzji wykonania:
- podczas zbliżania się do pasa startowego ustawić samolot w jego linii środkowej ze szczególnym zwróceniem uwagi na prędkość opadania i prędkość lotu
- po dotknięciu kołami pasa lotniska przepustnica powinna być przymknięta i ciężar samolotu powinien spoczywać na wszystkich elementach podwozia
- następnie bez zatrzymania samolotu pilot zwiększa moc silnika (silników) przez ponowne otwarcie przepustnicy celem ponownego startu. Samolot przyśpiesza na pasie startowym i wznosi się w powietrze po osiągnięciu odpowiedniej szybkości
- po uniesieniu się w powietrze pilot chowa podwozie, jeśli jest taka możliwość i po osiągnięciu odpowiedniej wysokości może powtórzyć manewr, lub wylądować

Manewr „touch-and-go” jest jednym z podstawowych elementów nauki pilotażu i umożliwia pilotom lepsze wyczucie samolotu, oraz wyrabia automatyzm w podejmowaniu decyzji w sytuacjach awaryjnych tak podczas startu, jak i lądowania.  